# Contre une poignée de diamants
Pour plus de détails, voir Fiche technique et Distribution.
Contre une poignée de diamants (The Black Windmill) est un film anglais réalisé par Don Siegel, sorti en 1974.

## Synopsis
Le fils d'un responsable du contre-espionnage britannique et un de ses camarades ont été enlevés par un couple de bandits. Pour leurs libérations, les deux malfrats demandent que leur soit livré le stock de diamants qui appartient au supérieur hiérarchique du major.

## Fiche technique
- Titre original : The Black Windmill
- Titre en français : Contre une poignée de diamants
- Réalisation : Don Siegel
- Scénario : Leigh Vance (scénario), Clive Egleton (roman)
- Production : David Brown, Scott Hale, Don Siegel, Richard D. Zanuck
- Montage : Antony Gibbs (en)
- Photographie : Ousama Rawi
- Musique : Roy Budd
- Pays :  Royaume-Uni
- Format : couleur
- Durée : 106 minutes
- Genre : Thriller
- Date de sortie :
  -  États-Unis : 17 mai 1974
  -  France : 20 novembre 1974
- Affiche : Jacques Vaissier (France)

## Distribution
- Michael Caine (VF : Marc Cassot) : Major John Tarrant
- Donald Pleasence (VF : Raoul Curet) : Cedric Harper
- John Vernon (VF : René Arrieu) : McKee
- Joss Ackland (VF : André Valmy) : Superintendant en chef Wray
- Joseph O'Conor (en) (VF : Louis Arbessier) : Sir Edward Julyan
- Janet Suzman (VF : Arlette Thomas) : Alix Tarrant
- Delphine Seyrig : Ceil Burrows
- Derek Newark (en) : Le policier chargé de l'écoute téléphonique
- Edward Hardwicke (VF : Maurice Sarfati) : Mike McCarthy
- Clive Revill (VF : Robert Party) : Alf Chestermann
- Denis Quilley : Bateson
- Joyce Carey (VF : Madeleine Barbulée) : Mademoiselle Monley - Secrétaire de Harper
- Preston Lockwood (VF : René Bériard) : Ilkeston - Le directeur de la banque
- Catherine Schell : Lady Melissa Julyan
- Patrick Barr (VF : Georges Atlas) : Général St John
- Paul Humpoletz (VF : Claude Joseph) : Tompkins
- Paul Moss (VF : Fabrice Bruno) : David Tarrant
- Hermione Baddeley (VF : Lita Recio) : Hetty
- John Harvey (VF : Jean Martinelli) : Heppenstal
- Maureen Pryor (VF : Marie Francey) : Jane Harper
- Murray Brown : Le médecin
- Molly Urquhart : Margaret
- John Rhys-Davies (VF : Claude Bertrand) : Le militaire tué dans l'explosion
- Nancy Gabrielle (VF : Ginette Frank) : La logeuse
- Roger Lumont : un gardien français